# Espectro de Brocken

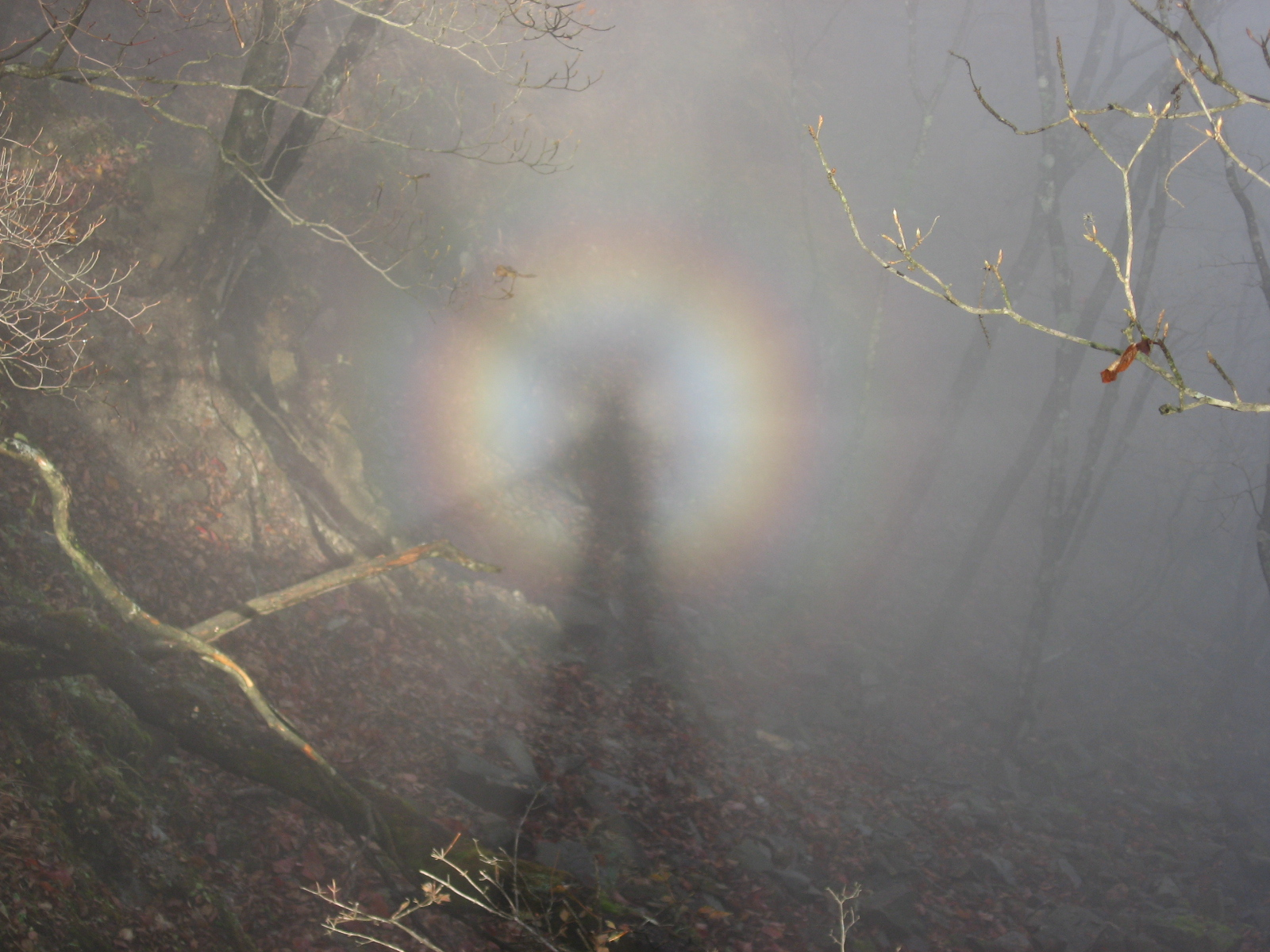
Espectro de Brocken en la niebla, con Anthelion.

Un espectro de Brocken (alemán Brockengespenst), también llamado espectro de montaña, es la sombra aparentemente enorme y magnificada de un observador, proyectada sobre las superficies superiores de las nubes al otro lado del sol. El fenómeno puede aparecer en cualquier ladera de montaña neblinosa o banco de nubes, o incluso desde un avión, pero las frecuentes nieblas y accesibilidad a baja altura del Brocken, un pico de los montes Harz en Alemania, han creado una leyenda local de la que toma su nombre el fenómeno. El espectro de Brocken fue observado y descrito por Johann Silberschlag en 1780, y desde entonces se ha registrado a menudo en la literatura de la región. Puede verse en cualquier región montañosa, como en el Parque nacional Haleakalā en la isla de Maui, Hawái, o en los Cairngorms de Escocia. Un fenómeno asociado al espectro de Brocken son los denominados Círculos de Ulloa, descritos por Antonio de Ulloa en los Andes de Quito, en el curso de la expedición geodésica para la medición del valor del grado de meridiano terrestre, según consta en su Relación histórica del viaje [...] a la América Meridional (Madrid, 1748).

## Aparición

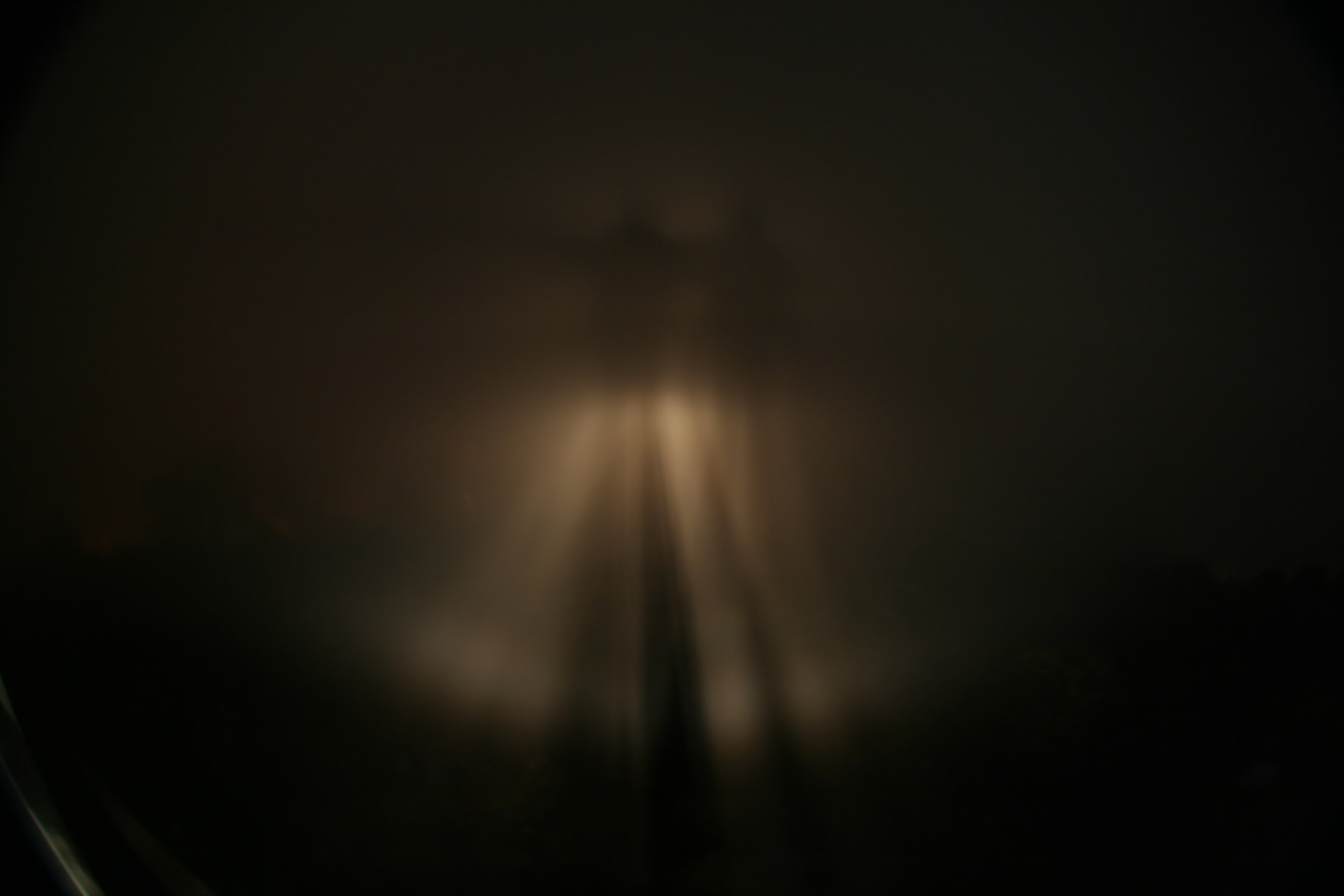
Un Espectro de Brocken producido por las luces largas de un coche sobre niebla nocturna.

El "espectro" aparece cuando el sol brilla desde detrás del montañero que está mirando hacia abajo desde una cresta o un pico hacia la niebla o neblina. La luz proyecta la sombra del escalador hacia delante a través de la niebla, a menudo en una extraña forma triangular debido a la perspectiva. La aparente magnificación de tamaño de la sombra es una ilusión óptica que aparece cuando el observador considera que su sombra en las relativamente cercanas nubes está a la misma distancia como los objetos de la tierra alejada que se ve a través de agujeros en las nubes, o cuando no hay puntos de referencia por los que juzgar su tamaño. La sombra también cae sobre gotitas de agua de distancias que varían desde el ojo, confundiendo la percepción de la profundidad. El fantasma puede parecer que se mueve (a veces bastante repentinamente) debido al movimiento de la capa de nubes y variaciones en la densidad dentro de la nube. 
La cabeza de la figura es a menudo rodeada por los brillantes anillos parecidos a las aureolas de una gloria, anillos de luz coloreada que aparecen directamente frente al sol cuando la luz solar se refleja por una nube de gotitas de agua de tamaño uniforme. El efecto está causado por la difracción de la luz visible.

## Véase también

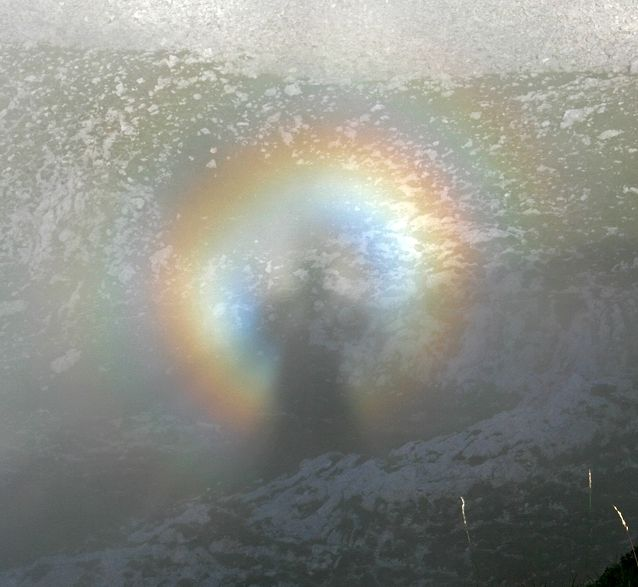
Un espectro de Brocken producido sobre niebla marina

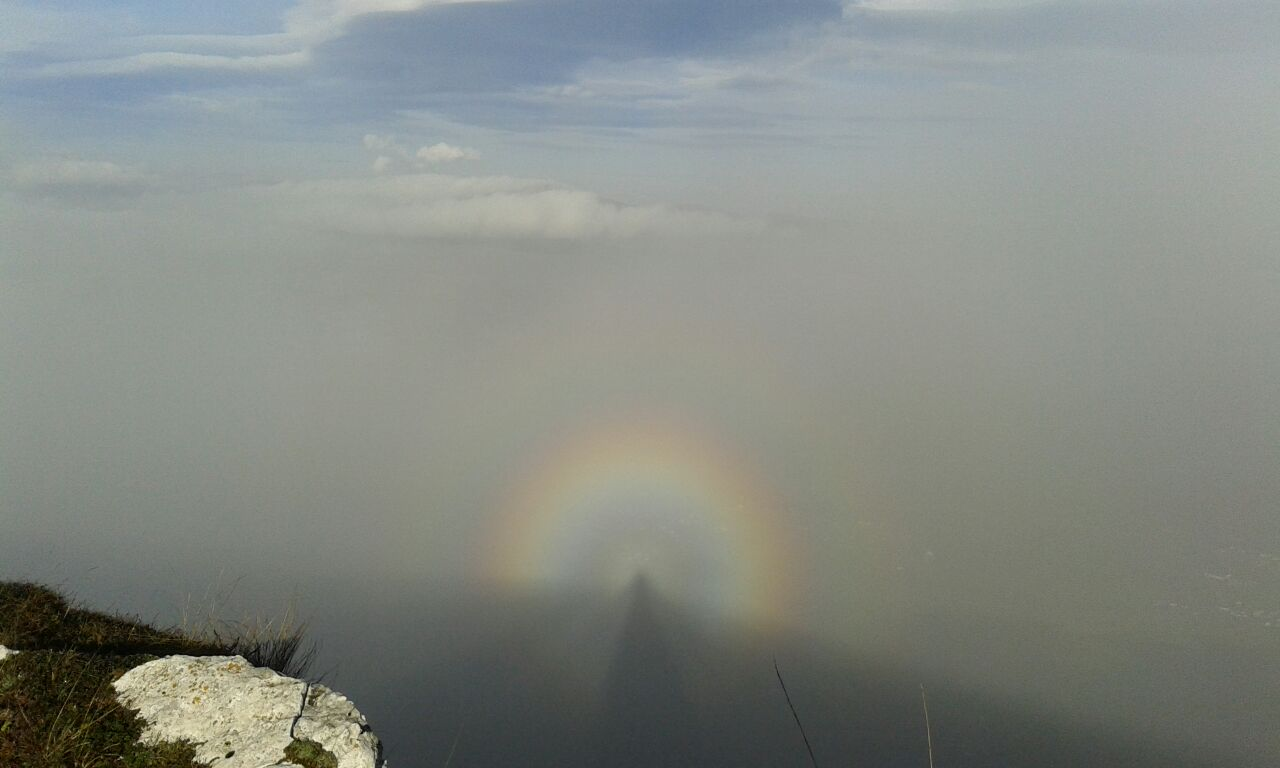
Espectro de Brocken. Cima del Peñalba. Valle de Mena. España. Grupo Kromagnones (27 de noviembre de 2014)